# Truskolas
Truskolas – wieś sołecka w Polsce położona w województwie zachodniopomorskim, w powiecie gryfickim, w gminie Płoty.
W latach 1975–1998 miejscowość administracyjnie należała do województwa szczecińskiego.
W 2002 roku wieś liczyła 35 budynków (34 mieszkalnych), w nich 46 mieszkań ogółem, z nich 46 zamieszkane stale. Z 46 mieszkań zamieszkanych 3 mieszkania wybudowane przed 1918 rokiem, 41 — między 1918 a 1944 rokiem i 2 — między 1945 a 1970.
Od 169 osób 49 było w wieku przedprodukcyjnym, 63 — w wieku produkcyjnym mobilnym, 24 — w wieku produkcyjnym niemobilnym, 33 — w wieku poprodukcyjnym. Od 136 osób w wieku 13 lat i więcej 18 mieli wykształcenie średnie, 29 — zasadnicze zawodowe, 62 — podstawowe ukończone i 27 — podstawowe nieukończone lub bez wykształcenia.

## Ludność[2]
W 2011 roku w miejscowości żyło 170 osób, z nich 82 mężczyzn i 88 kobiet; 33 było w wieku przedprodukcyjnym, 72 — w wieku produkcyjnym mobilnym, 41 — w wieku produkcyjnym niemobilnym, 24 — w wieku poprodukcyjnym.